# Álvaro Rico

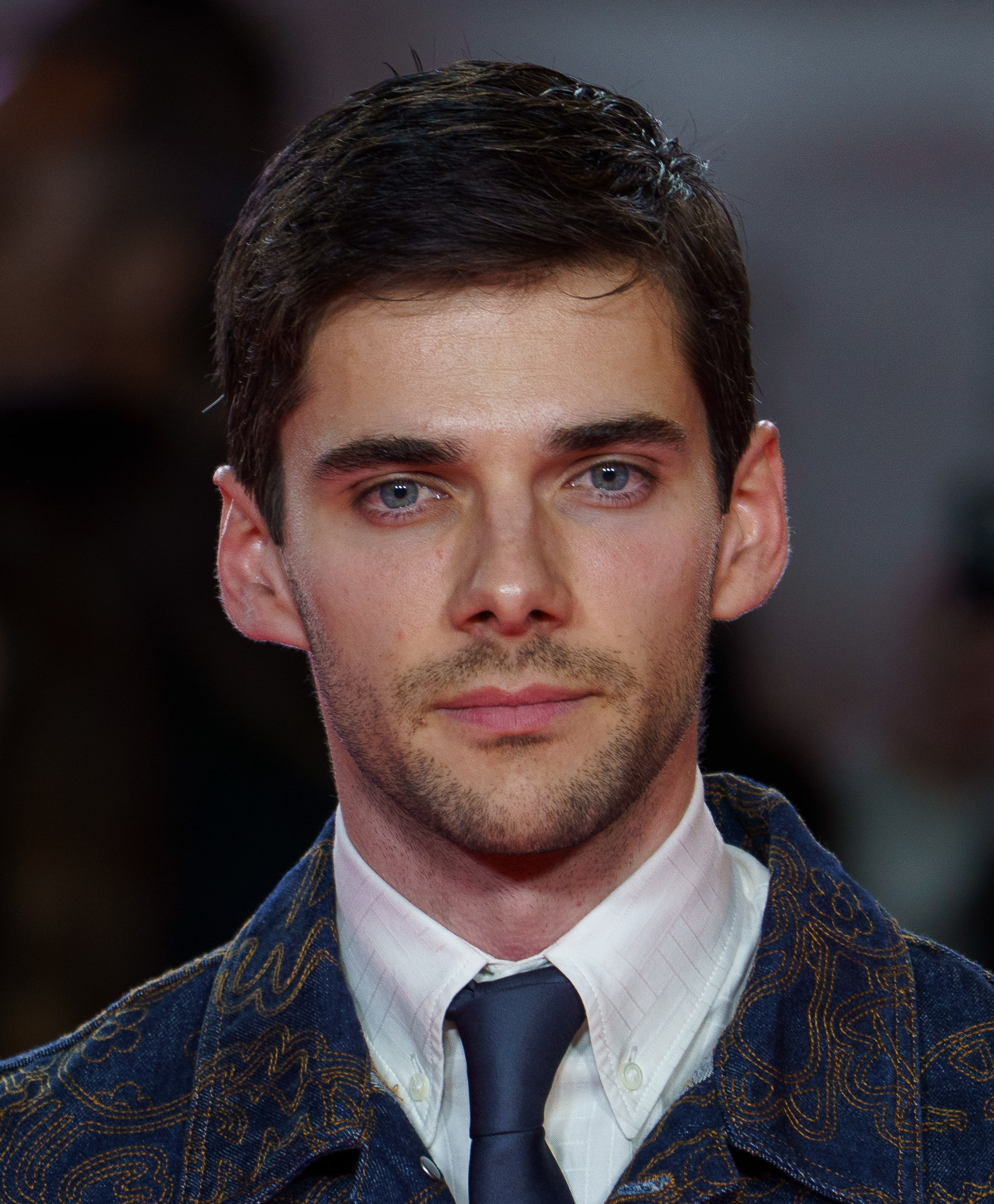
Álvaro Rico, 2025

Álvaro Rico Ladera (* 13. August 1996 in La Puebla de Montalbán) ist ein spanischer Film- und Theaterschauspieler, der mit der Rolle Polo in der spanischen Erfolgsserie Élite bekannt wurde.

## Leben und Wirken
Rico studierte Schauspiel an der Schauspielschule Real Escuela Superior Arte Dramático in Madrid. Seine ersten schauspielerischen Erfahrungen machte er bei einer Inszenierung von La Celestina. Seine ersten Fernseherfahrungen machte er in seinen Folgen der ersten Staffel von Velvet Collection. Von 2018 bis 2020 war er in der Rolle des bisexuellen Polo Benavent in der für Netflix produzierten Fernsehserie Élite zu sehen.

## Filmografie (Auswahl)
- 2017: Velvet Collection (Velvet Colección, Fernsehserie, sieben Folgen)
- 2018–2020: Élite (Fernsehserie, 24 Folgen)
- 2020: La caza. Monteperdido (Fernsehserie, eine Folge)
- 2020–2021: El Cid (Miniserie, 10 Folgen)
- 2021: Alba (Fernsehserie, 13 Folgen)
- 2022: Sagrada Familia – Heilige Familie (Fernsehserie, 8 Folgen)
- 2022: Sky High (Serie Netflix, 7 Folgen)
- 2025: Der Gärtner (Serie Netflix, 6 Folgen)